# Mercedes-Benz Tourrider
Mercedes-Benz Tourrider — семейство туристических автобусов повышенной комфортности марки Mercedes-Benz, собираемых в США и серийно выпускаемых с 2021 года.

## История
Семейство туристических автобусов Tourrider впервые было представлено в 2021 году в США. Автобус построен на одной платформе с Европейским аналогом Mercedes-Benz Tourismo. Автобус выпускается в двух исполнениях: «Business» и «Premium». Tourrider является первым автобусом от производителя Mercedes-Benz, официально продающийся в США.

## Агрегаты
Все автобусы одинаковой длины (почти 13,9 метров), трехосные, с дизельным мотором OM 471 мощностью 450 л. с. и американским гидроавтоматом Allison WTB 500R. Фактически это американизированные версии туристической модели Mercedes-Benz Tourismo.